# Dale Gardner
Dale Gardner (ur. 8 listopada 1948 w Fairmont, zm. 19 lutego 2014 w Colorado Springs) – amerykański astronauta i lotnik.

## Życiorys
Dorastał w Sherburn i Savanna, w 1966 ukończył szkołę w Savanna, a w 1970 fizykę inżynieryjną na University of Illinois at Urbana-Champaign. Służył w United States Navy, szkolił się na lotnika morskiego w Pensacoli na Florydzie, później w Glynco w Georgii, 5 maja 1971 został oficerem lotnictwa morskiego, następnie został skierowany do Naval Air Test Center Patuxent River w stanie Maryland. Od lipca 1973 służył jako pilot Grumman F-14 Tomcat w San Diego, potem skierowano go na lotniskowiec USS ENTERPRISE. 16 stycznia 1978 został wybrany przez NASA kandydatem na astronautę, od lipca 1978 do sierpnia 1979 przechodził szkolenie w Centrum Lotów Kosmicznych imienia Lyndona B. Johnsona.
Od 30 sierpnia do 5 września 1983 był specjalistą misji STS-8 trwającej 6 dni, godzinę i 8 minut; start nastąpił z Centrum Kosmicznego im. Johna F. Kennedy’ego na Florydzie, a lądowanie w Edwards Air Force Base w Kalifornii. Umieszczono na orbicie geostacjonarnej indyjskiego satelitę telekomunikacyjnego INSAT 1B. Od 8 do 16 listopada 1984 jako specjalista misji brał udział w misji STS-51-A trwającej 7 dni, 23 godziny i 44 minuty. Umieszczono na orbicie satelity telekomunikacyjne Telesat-H oraz Leasat F-1 (Syncom IV-1), przechwycono i dostarczono na Ziemię satelity Palapa-B2 i Wester 6, które nie weszły na prawidłową orbitę.
Łącznie spędził w kosmosie 14 dni i 52 minuty. Z NASA był związany do października 1986.
Stowarzyszenie Uczestników Lotów Kosmicznych (Association of Space Explorers) przyznało mu pośmiertnie Universal Astronaut Insignia za lot orbitalny (nr 125).